# Gmina Wleń
Gmina Wleń je polská městsko-vesnická gmina v okrese Lwówek Śląski v Dolnoslezském vojvodství. Sídlem gminy je město Wleń. V roce 2020 zde žilo 4 214 obyvatel.
Gmina má rozlohu 86,1 km² a zabírá 12,1 % rozlohy okresu. Skládá se z 12 starostenství.

## Části gminy
Starostenství
Bełczyna, Bystrzyca, Klecza, Łupki, Marczów, Modrzew, Nielestno, Pilchowice, Przeździedza, Radomice, Strzyżowiec, Tarczyn